# Bernhard Nagel (Jurist)
Bernhard Nagel (* 1942 in Stuttgart) ist ein deutscher Rechtswissenschaftler.

## Leben
Von 1961 bis 1966 studierte er Betriebswirtschaftslehre und Rechtswissenschaft in Mannheim, München und Heidelberg (1966 Referendarexamen in Heidelberg). Von 1967 bis 1968 studierte er Rechtswissenschaft an der University of Michigan (1968 Master of Comparative Law). Von 1969 bis 1971 war er Referendar in Hessen (1971 Assessorexamen). Nach der Promotion 1972 zum Dr. jur. an der Goethe-Universität war er von 1975 bis 2007 Professor für Wirtschaftsrecht an der Universität Kassel.
Er gehörte 1975 zu den Unterzeichnern des Memorandums „Für eine wirksame und soziale Wirtschaftspolitik“, aus dem die Arbeitsgruppe Alternative Wirtschaftspolitik hervorging.
Seine Forschungsschwerpunkte sind wirtschaftlich relevante Grundrechte, bürgerliches Vermögensrecht, Handels- und Gesellschaftsrecht, Wettbewerbs- und Kartellrecht, Mitbestimmungsrecht, europäisches Wirtschaftsrecht, Bildungs- und Wissenschaftsrecht und Rechtsökonomik.

## Schriften (Auswahl)
- Unternehmensmitbestimmung. Eine problemorientierte Einführung. Köln 1980, ISBN 3-7663-0281-7.
- Fristverträge an Hochschulen und Forschungseinrichtungen. Kommentar zum Gesetz über befristete Arbeitsverträge mit wissenschaftlichem Personal an Hochschulen und Forschungseinrichtungen. Zugleich Nachtrag zum Kommentar zum Hochschulrahmengesetz. München 1986, ISBN 3-406-31220-9.
- Die Rechtstellung des Studierenden während einer berufspraktischen Studienphase. Kassel 1986, ISBN 3-88122-313-4.
- Recht und Gerechtigkeit im gesellschaftlichen Wandel. Ein Studien- und Lesebuch. Hamburg 2006, ISBN 3-939519-05-7.
- SEBG, SCEBG, MgVG. Beteiligung der Arbeitnehmer im Unternehmen auf der Grundlage europäischen Rechts. Mit Gerhild Freis und Georg Kleinsorge. Berlin 2018, ISBN 978-3110487800.